# 初鹿野信昌
初鹿野 信昌（はじかの のぶまさ）は、戦国時代から江戸時代前期にかけての武将。甲斐武田氏、徳川氏の家臣。表が「香車」、裏が「成金」という陣羽織を羽織った（逸話は『関東古戦録』にも見られる）ことから「香車伝右衛門」と呼ばれた。

## 略歴
加藤虎景の6男として誕生。永禄4年（1561年）に第四次川中島の戦いで初鹿野忠次が戦死すると、初鹿野氏の名跡を継いだ。
武田信玄・勝頼の2代に仕え、長篠の戦い以降は跡部勝資、長坂光堅、土屋昌恒等と共に勝頼の側近として活躍した。天正10年（1582年）織田信長・徳川家康連合軍による甲州征伐の際は勝頼に合流しようとしたが、領民に妻子を人質に取られたため合流できなくなったという。武田家の滅亡後は徳川家康に仕え、小牧・長久手の戦い、小田原征伐、関ヶ原の戦い（徳川家康本陣、使番）、大坂の陣などに従軍した。
寛永元年（1624年）11月15日に死去した。享年は81（『甲斐国志』）、84（『寛政重修諸家譜』）など諸説ある。子の信吉が後を継ぎ、家系は徳川家の旗本として存続した。知行地はさいたま市北区土呂町付近。土呂陣屋跡地に土呂の地蔵堂が現存。また慶長5年（1600年）に勧進した御嶽社（大宮区寿能町二丁目）が現存。墓所は御嶽社（大宮区寿能町二丁目）。

## 逸話
逸話の一つとして、『関東古戦録』巻八の三増峠の戦い（1569年）の項には、香車の文字を書いた羽織を着ていたため、朋輩らに、「香車は二度と戻って来れないのに、なぜ帰陣した」といわれて、羽織の裏を返し、「時が経って、金に成り変わった」と答え、周囲を笑わせたと記述が残る。